# Peter Mayer (Politiker, 1774)
Johann Peter Mayer (* 13. April 1774 in Mainz; † 3. November 1848 ebenda) war ein hessischer Ledergroßhändler und Politiker und Abgeordneter der 2. Kammer der Landstände des Großherzogtums Hessen.
Peter Mayer war der Sohn des Lederhändlers Martin Mayer († 1795) und dessen Ehefrau Maria Magdalena, geborene Devora. Mayer, der katholischen Glaubens war, war Lederfabrikant und -großhändler in Mainz und heiratete Maria Anna geborene Bonhyver (1776–1850).
Von 1820 bis 1830 und wieder 1835 bis 1841 gehörte er der Zweiten Kammer der Landstände an. Er wurde 1820 bis 1824 für den Wahlbezirk der Stadt Bingen, 1826 bis 1830 und 1835 bis 1841 für den Wahlbezirk der Stadt Mainz gewählt. In den Ständen vertrat er liberale Positionen. 1825 bis 1828 war er Präsident des Handelsgerichtes Mainz.